# 2011年6月

## 6月1日
- 美国奋进号航天飞机在佛罗里达州肯尼迪航天中心安全着陆，完成了退役前最后一次飞行。[1][2]
- 国际足联现任主席约瑟夫·布拉特在瑞士苏黎世举行的第61届国际足联代表大会中当选为新一任主席。国际在线（页面存档备份，存于）
- 亚洲东北部、北冰洋、北美洲北部、大西洋北部等地出现日偏食天象。[3][4][5]

## 6月2日
- 德國因出血性大腸桿菌蔓延爆發溶血性尿毒綜合症疫情。世界衛生組織表示，溶血性尿毒綜合症可引發急性腎功能衰竭、溶血性貧血及低血小板甚至危及性命。[6][7]

## 6月4日
- 中国网球选手李娜在2011年法国网球公开赛上击败意大利选手弗兰切斯卡·斯基亚沃内夺得女单冠军，创造了中国和亚洲的网球成绩新纪录。[8][9]
- 也门总统阿里·阿卜杜拉·萨利赫前往沙特阿拉伯疗伤，此前一天，他在总统府内遭到反政府武装的炮弹袭击而受伤。[10]新华网（页面存档备份，存于）
- 位于智利河流大区的普耶韦火山喷发，附近4000居民紧急转移。新华网（页面存档备份，存于）

## 6月5日
- 西班牙网球选手拉斐爾·拿度在2011年法国网球公开赛男單決賽上击败瑞士网球选手罗杰·费德勒夺得男单冠军，追上瑞典傳奇网球选手比约恩·博里的六座法網冠軍纪录。網易體育（页面存档备份，存于）
- 葡萄牙在野党社会民主党在当天举行的议会选举中击败执政的社会党，在时隔6年后再次成为议会第一大党，同时获得下届政府组阁权。新华网（页面存档备份，存于）

## 6月6日
- 马其顿共和国现任总理尼古拉·格鲁埃夫斯基率领的执政党内部革命组织民族统一民主党在5日举行的议会选举中获胜，将继续执政。新华网 Archive.today的存檔，存档日期2013-04-28

## 6月8日
- 俄罗斯联盟TMA-02M载人飞船在哈萨克斯坦拜科努尔发射场由联盟-FG型运载火箭搭载升空，飞往国际空间站。新华网（页面存档备份，存于）
- 国际纯粹与应用化学联合会确认新发现两个元素，分别为原子序数为114的Ununquadium和原子序数为116的Ununhexium。新华网 Archive.today的存檔，存档日期2013-04-28

## 6月10日
- 德国羅伯特·科赫研究所宣布，肠出血性大肠杆菌的传染源已经可以确定在豆芽中，同时宣布对黄瓜、西红柿及生菜取消食用警告。新华网（页面存档备份，存于）

## 6月12日
- 土耳其大国民议会选举举行，总理埃尔多安率领的正义与发展党获胜，从而连续三次赢得大选。新华网（页面存档备份，存于）
- 达拉斯小牛队在2011年NBA总决赛中击败迈阿密热火队，获得该队历史上首个NBA总冠军。新华网
- 義大利於6月12、13日進行四場不同議題的全民公投，表決結果顯示高達94%的多數民眾反對總理貝魯斯柯尼政府內閣提出的重啟核電提案，並使完全棄核的歐洲國家再增加一國。另外法律豁免權，以及其他兩項自來水公司民營化議題亦遭否決。 世界新聞網 中國時報[]

## 6月13日
- 紐西蘭第二大城基督城東南東方，今天間歇性的（台灣時間上午9時~10時20分）發生規模5.2~6.0地震，另外還有四起規模4.3以下的地震。中廣自由電子報/台灣[]
- 菲律賓總統辦公室表示，菲律賓總統府要把「南中國海」改名為「西菲律賓海（West Philippine Sea）」。菲律賓政府這項舉動，將使得馬尼拉和北京之間已經極為緊繃的關係持續升高。中廣電子報/台灣
- 越南海軍在南海附近島嶼舉行實兵軍事演習。中央社 2011/6/19
- 中国南方自6月3日以来的两场强降雨所引发的洪水和泥石流等灾害，已导致105人死亡，63人失踪。[11]

## 6月14日
- 中國外交部同日針對南海局勢及越南在當地舉行實彈演習表示，某國採取單方行動損害中國主權及海洋權，試圖讓南海問題擴大複雜化，但中國不會訴諸於武力。中央社
- 南沙群島主權爭議不斷升溫，菲律賓民眾普遍認為遭到中國「欺凌」，出現了「杯葛」中國產品呼聲，電視臺民調顯示已獲7成以上民眾支持，菲國華人擔心將釀成排華情緒。中央社
- 中國外交部同日針對印度擔心中國有意自雅魯藏布江調水的計劃，恐使下游印度境內水量減少表示，中國開發「跨境水資源」向來採「負責任態度」，會充分考慮其對下游的影響。中央社
- 中新社報導，中國與俄羅斯相關官員今天(14日)在哈爾濱舉行「中俄地區合作交流會議」。俄羅斯官員表示，兩國將利用黑瞎子島「一島兩國」的特性，共同進行開發。中央社
- 聯合早報報導，中國與新加坡共同合作，利用多層「過濾」、「稀釋」後的二氧化碳，經由「微藻（microalgae）」吸取過程，從中提煉出生物燃料。中央社

## 6月15日
- 上海合作组织成员国元首理事会于6月14日至15日在阿斯塔纳举行会议，庆祝上合组织成立十周年。新华网（页面存档备份，存于）
- 中國外交部發言人洪磊同日說明，中國海事局的「海巡31」（15日）從珠海啟程前往新加坡，這是一次正常的訪問。另中國「北京日報」標題指出，「我國最大海事巡視船赴南海巡邏」而此次前往南海之重點為「維護中國權利與主權」。但此舉將遭使中國與其他提出同樣主張的國家，提高相互間之緊張關係。中央社
- 從6月15日至24日期間，美國海軍與東南亞國家協會（ASEAN）展開年度海上軍事演習。中央社
- 香港總商會前主席、上市公司太平洋興業前主席蔣麗莉被裁定串謀詐騙罪名成立，在香港區域法院被判囚3年半。中新網（页面存档备份，存于）

## 6月16日
- 法新社報導，美國科學家表示，太陽黑子週期似乎進入十七世紀蒙德極小期以來首見的「冬眠期」，此結果可能對全球產生輕微的降溫作用。聯合報
- 基地组织发表声明，宣布任命艾曼·扎瓦希里为新的领导人，以接替5月2日被美军击毙的前领导人本·拉丹。凤凰网（页面存档备份，存于）

## 6月17日
- 美國與越南第四輪政治、安全與防務對話在華盛頓舉行。雙方發表共同申明指出，重申加強雙邊關係，並強調南海糾紛需要透過合作的外交方式解決，而非脅迫或用武。中央社 2011/6/19
- 联合国安理会一致通过决议，推荐潘基文继续担任联合国秘书长。BBC中文网（页面存档备份，存于）
- 摩洛哥国王穆罕默德六世公布宪法修正草案，根据该草案，国王将放弃首相任免权等重要权力，而首相和议会的权力将扩大。新华网 Archive.today的存檔，存档日期2013-04-28

## 6月18日
- 日本「時事通信社」同日報導，法國海關對162公斤的日本靜岡綠茶進行查驗，查驗出其中所含的輻射「銫」已超出歐盟安全標準的兩倍。這批靜岡茶將被銷毀。中央社
- 領導歐元區財長集團的盧森堡總理榮科表示，迫使希臘、愛爾蘭和葡萄牙正尋求歐盟（EU）和國際貨幣基金（IMF）緊急紓困的這些問題，亦可能會波及到義大利與比利時，「因為他們債台高築，甚至會發生在西班牙之前」。西班牙被視為下一個可能尋求紓困的國家。另主管歐盟內部市場的執委巴尼耶（Michel Barnier）18日表示，希臘積欠的3,400億歐元（4,815億美元）債務重組問題未列入計畫，債務重組勢必會損害希臘在債劵市場的信譽。中央社

## 6月19日
- 美國與越南發表聯合聲明，呼籲南海保持航行自由，反對動武。由於南海地屬要衝，是東南亞進出印度洋，通往中東，歐非必經之地，且有豐富的石油資源，石油地質初步估計在230億至300億噸之間，令周邊國家覬覦，儘管兩岸均主張擁有主權，但不少礁嶼已被搶佔。 中央社
- 「文匯報」發表社評指出，針對南海問題，中國必須做好軍事準備，如果有關國家一意孤行，採取過分挑釁行動，「必將遭到有利的回擊」。同時期，中國的軍隊已經「嚴陣以待」，對於過分侵犯主權的行徑「絕不會坐視不理 」，「一定會予以有利反擊」。回顧中越、中菲歷次海戰，中方勝多，但仍無法杜絕越、菲等國對南海諸島的侵占。中央社-1 中央社-2
- 美國駐菲律賓大使公開表示，美國將在包括南海問題的諸多方面，站在菲律賓這一邊。接著中國媒體這兩天也刻意披露，中國海軍本週已首次在南海進行為期三天的實兵軍事演習。中央社
- PRNewswire網站報導，美國「漢威公司（Honeywell）」所營運的「灣流G450型（Gulfstream G450）」商務客機，今天締造了史上第一架使用綠能生質燃料（由亞麻薺提煉）和汽油平均混合燃料，於17日晚上9時從美國新澤西州莫里斯鎮（Morristown）起飛，並且循著林白（CharlesLindbergh）當年首度橫越大西洋的航線，歷時約7小時後，順利的飛抵巴黎。 中央社

## 6月20日
- 应亚努科维奇邀请，胡锦涛18日至20日对乌克兰进行国事访问，两国元首签署《中乌关于建立和发展战略伙伴关系的联合声明》。中国新闻网（页面存档备份，存于）
- 互联网名称与数字地址分配机构通过决议，宣布将放开对通用顶级域名的限制，允许企业和机构以自创的名称注册为通用顶级域名。新华网（页面存档备份，存于）
- 突尼斯首都突尼斯市的一家法庭以挪用公款罪缺席判处因茉莉花革命而下台的突尼斯前总统宰因·阿比丁·本·阿里35年监禁。新华网 Archive.today的存檔，存档日期2013-04-28
- 俄罗斯RusAir航空公司的一架图-134客机在卡累利阿共和国首府彼得罗扎沃茨克的机场附近迫降时坠毁，导致44人死亡。环球网

## 6月21日
- 第65届联合国大会在美国纽约联合国总部通过决议，正式任命潘基文为下一任联合国秘书长。国际在线（页面存档备份，存于）

## 6月22日
- 巴林一家法院判决8名什叶派活跃人士和反对派领袖终身监禁，罪名是他们在2011年初的反政府示威中，企图推翻国家政权。国际在线（页面存档备份，存于）
- 中国艺术家、持不同政见者艾未未被北京市公安机关以涉嫌经济犯罪为由拘押80天后，获得取保候审出狱。BBC中文网（页面存档备份，存于）

## 6月23日
- 荷兰阿姆斯特丹的一家法庭作出裁决，裁定自由党领导人基尔特·威尔德斯仇恨言论和歧视穆斯林的罪名不成立。美国之音（页面存档备份，存于）
- 马来西亚亚洲航空公司在法国巴黎航空展上向空中客车公司订购了200架空中客车A320客机，成为商用飞机销售历史上最大的一笔订单。BBC中文网（页面存档备份，存于）
- 20国集团农业部长会议22日至23日在巴黎召开，会议达成约束国际粮价飙涨的协议。中国新闻网（页面存档备份，存于）

## 6月24日
- 欧盟成员国领导人任命意大利中央銀行行长馬里奧·德拉吉為下一任歐洲中央銀行行長，以接替10月底离任的让-克洛德·特里谢。新华网 Archive.today的存檔，存档日期2013-04-28
- 中國近日因南海問題，頻頻與越南、菲律賓衝突一事，美國國務卿希拉蕊·柯林頓（23日）強硬表態，美國與菲律賓簽訂有共同防禦條約，美國必信守協防菲國承諾。美國國務卿亞太助卿库尔特·坎贝尔（24日）表示，美國在南海主權爭議上不會選邊站，只是希望各方不要再火上加油。中央社
- 美国纽约州州长安德鲁·库默签署同性婚姻合法化法案，使该州成为美国第六个、且是人口最多的允许同性婚姻的州。新华网

## 6月26日
- 美國地質調查所（USGS）（26日）表示，印尼巴布亞省於晚間9時16分發生規模6.4強震，震央距離伊那羅塔利（Enarotali）161公里，震源深度達36公里。隨後中華民國臺灣於晚間9時19分發生規模5.1地震。 中央社Yahoo/地方新聞
- 2011年約36名美國大學教授，於新的學期中，流行指定學生以撰寫「維基百科」中有關於公共政策的議題，（目前此計劃之自願參與者，總數約600人），光在2011年4月，這群教授、學生就已貢獻出290萬字的資料，此足以填滿將近2,000頁的傳統書面資料。中時電子報/ 引述 工商時報

## 6月27日
- 联合国柬埔寨法院特别法庭对四名仍然在世的前红色高棉领导人召开了首次聆讯。出庭受审的包括农谢、乔森潘、英蒂利和英萨利。BBC中文网（页面存档备份，存于）
- 荷兰海牙国际刑事法院法官桑吉·穆纳根格说，法庭决定以涉嫌反人类罪为由签发针对利比亚领导人穆阿迈尔·卡扎菲、他的儿子赛义夫·卡扎菲和利比亚情报部门负责人阿卜杜拉·塞努西签发逮捕令。新华网

## 6月28日
- 美國參議院同日通過一項決議案，譴責中國在南海對越南和菲律賓船隻使用武力，並呼籲展開「多邊、和平進程以化解爭端」。並同時「支持美國武裝部隊為維持南海的公海和國際空域航行權而持續作業」。中央社
- 東非烏干達近日閃電傷人事件不斷，這星期已發生兩起事件，分別為5人跟37人受傷。在（28日）傍晚，當地一所小學學生因大雨滯留學校，一道突發閃電擊中校舍，又造成至少「18名學生死亡，51名學生受傷」的第三起傷人事件。中廣[]
- 聯合國同日表示，非洲多國遭遇60年來最嚴重的旱災，近1,000萬人受影響。另星島日報報導，乾旱令牛羊的死亡上升至6成，加上食物價格上升，已造成東非的吉布地、埃塞俄比亞、肯亞、索馬利亞及烏干達均出現糧食短缺問題。中廣[]
- 大陆居民赴台湾个人旅游正式启动。首批290名北京、上海、厦门的游客抵达台湾进行个人旅游。中国新闻网（页面存档备份，存于）

## 6月29日
- 國際貨幣基金透過電郵宣佈，克里斯蒂娜·拉加德獲命擔任IMF新任總裁。克里斯蒂娜·拉加德是IMF第11任，也是首位的女性總裁。中央社-1中央社-2中央社-3
- 在希臘紓困1年後仍難逃債務危機下，為避免歐元區首宗違約事件，歐盟領袖承諾2011年7月通過一套援助方案。紐約Direct Access Partners LLC管理合夥人兼交易員席亞（Mike Shea）表示「德銀與法銀是關鍵要角」。因他們持有歐洲最多的希臘債券部位，他們是否參與計畫的決定，攸關歐盟（EU）能否達到讓銀行展延至少300億歐元（430億美元）債券的目標。中央社
- 希臘同日發動全國大罷工，起因為希臘國會將表決新的財務緊縮方案（預計晚上7時舉行投票），目標至2015年，政府要裁減支出286億歐元（約1.2兆台幣），但是附加條件就是要向低收入戶加稅，結果引爆全國民怨。yahoo奇摩新聞/TVBS中廣[]
- 希臘國會議長裴查尼科斯（Filippos Petsalnikos）同日透過電視直播表示，在國會300席中，有155人同意，138人反對。通過由總理乔治·帕潘德里欧提出的「286億歐元的刪減預算和出售國有資產」法案，這是取得進一步國際金援的關鍵。中央社

## 6月30日
- 希臘總理乔治·帕潘德里欧獲得國會議員足夠支持（總數300席，151席支持），順利通過第2輪立法工作，將實行增稅、資產銷售等措施。[12][13]
- 德國財政部長沃尔夫冈·朔伊布勒表示，德國銀行業者已與德國政府達成協議，同意用舊債券購買希臘新債券的方式，參與德國政府對希臘政府的第二階段的紓困方案。此項協議涵蓋了對希臘債券大約32億歐元（42億美元）的投資，這些債券將於2014年前到期。中廣
- 歐盟主席赫尔曼·范龙佩和歐盟執行委員會主席若泽·曼努埃尔·巴罗佐表示，希臘通過財政緊縮方案後，已經符合歐元區初始所設定的條件，歐盟與國際貨幣基金針對後續之撥出總額1,100億元紓困貸款當中的第五筆（120億歐元）款項與第二階段紓困貸款，將作出最後決定。中廣
- 意大利總理西爾維奧·貝魯斯科尼同日宣布，內閣會議已通過樽節計劃，目標為2014年前將預算赤字裁減到國民生產毛額（GDP）的0.2%，這項計劃（將削減約470億歐元）必須在60日內獲得國會通過。中央社
- 德國政府在5月下旬宣佈，將於2022年全面廢除核能發電（原預計是在2020年完全廢除）。聯邦國會（30日）以513票贊成、79票反對、8票棄權，通過了總理默克尔提出的「2022年全面廢除核能發電」決議案。雖然聯邦國會通過的此決議案尚須在7月8日時，再次歷經聯邦參議院投票決議。但預期這項議案應是會順利過關。目前核能發電佔德國電力供應的23%。當執行這項新政策後，德國將成為全球第1個不用核能的工業國家。中央社
- 歐洲衛生專家同日表示，遭汙染的埃及葫蘆巴種子疑似此次致命大腸桿菌疫情的禍首。中央社
- 跨越胶州湾，连接中华人民共和国山东省青岛市李沧区、城阳区和黄岛区的胶州湾跨海大桥正式通车，全长36.48公里，成为世界上最长的跨海大桥。新华网 Archive.today的存檔，存档日期2013-04-28
- 连接中国北京和上海，全长1,318公里的京沪高速铁路正式开通运营，成为世界上一次性建成里程最长的高速铁路。新华网（页面存档备份，存于）中央社